# Michael Hester
Michael Hester, född 2 maj 1972 i Sydney i Australien, är en fotbollsdomare verksam i A-League. Han är även FIFA-domare sedan 2007 och har bland annat dömt matcher i OS i Peking 2008. Under fotbolls-VM 2010 i Sydafrika var han en av domarna. Den 12 juni dömde han matchen mellan Grekland och Sydkorea. Enligt FIFA:s webbplats är Michael Hester nyzeeländare.